# GnuCash
GnuCash è un programma di contabilità personale sviluppato sotto licenza GPL che è di tipo libero.

## Storia e caratteristiche
Registra i movimenti finanziari in modalità di libro giornale a "partita doppia".
È nato per fornire un'interfaccia utente ed una funzionalità simili a quelle di Quicken, il programma di finanza personale di Intuit. Gli sviluppi attuali puntano a soddisfare le esigenze di un'utenza commerciale di piccolo taglio o personale avanzata.
Basato sul concetto di partita doppia, permette la strutturazione arbitraria del piano dei conti, con sottocategorie su differenti livelli. Permette inoltre di gestire i conti in tutte le valute, senza vincoli di avere la stessa valuta nello stesso ramo dell'albero dei conti. Inoltre, è in grado di creare resoconti grafici personalizzabili con facilità.
GnuCash è basato sul toolkit grafico GTK+, disponibile per vari sistemi operativi come GNU/Linux, FreeBSD, Solaris e Windows. Il formato in cui salva i file è XML.
Le versioni 1.x giravano sotto GTK 1.x. Dalla versione 2.0 pubblicata nel 2006 utilizza GTK 2 e dalla versione 2.1 è supportato ufficialmente il sistema operativo Windows.
Il 21 dicembre 2010 è stata pubblicata la versione 2.4.0. Questa versione introduce l'uso del motore grafico WebKit per la visualizzazione dei resoconti e la possibilità di operare anche usando database SQLite 3, MySQL o PostgreSQL oltre all'usuale formato di salvataggio dei dati in XML.
Il 30 dicembre 2013 è stata distribuita l'ultima versione stabile 2.6.0.
Il programma è tradotto in italiano.

## Funzionalità principali
- Contabilità a partita doppia
- Conti per azioni, obbligazioni e fondi comuni
- Contabilità di piccole imprese
- Clienti, venditori, lavori, fatture, conti per debiti e crediti correnti
- Importazione di dati QIF/OFX/HBCI, ricerca delle corrispondenze tra le transazioni
- Resoconti e grafici
- Transazioni pianificate
- Calcolatrice finanziaria